# Konstantin von Benckendorff

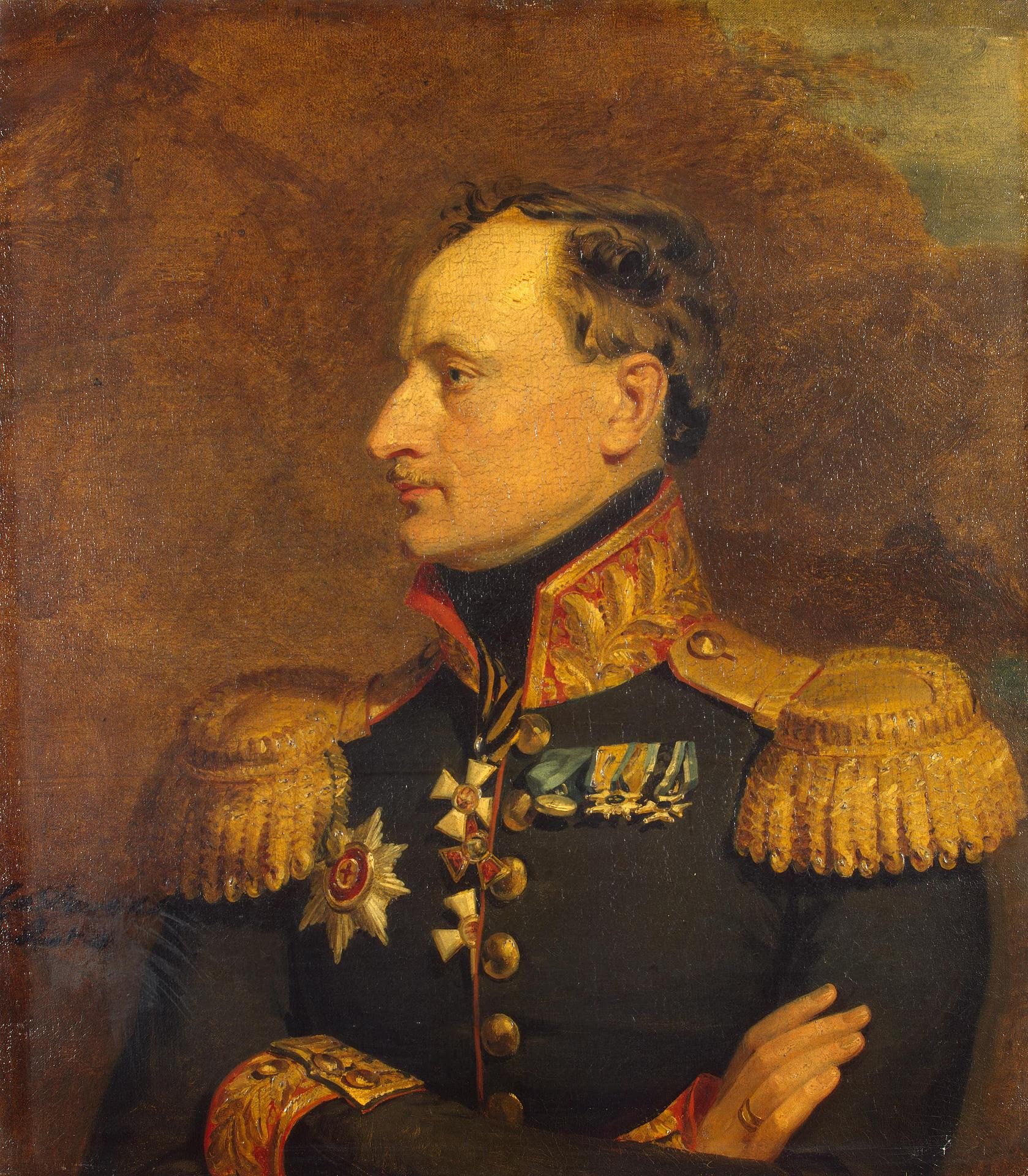
Konstantin von Benckendorff, porträtt av George Dawe.

Konstantin von Benckendorff, född den 31 januari 1785, död den 6 augusti 1828, var en rysk greve, diplomat och militär. Han var bror till Alexander von Benckendorff och Dorothea von Lieven samt far till diplomaten Konstantin von Benckendorff (1817–1858).
von Benckendorff deltog i fälttågen mot fransmännen 1812-14, och blev 1813 överste, 1814 generalmajor. Åren 1820-26 var han ryskt sändebud i Stuttgart och Karlsruhe. År 1826 återinträdde han aktivt i armén och deltog i strider mot perser och kurder och segrade i slagen vid Etsjmiadzin, Erivan och Araxes, blev 1827 generallöjtnant och generaladjutant. Under turkiska fälttåget 1828 utförde han nya bragder, bland annat erövringen av Pravadia, men insjuknade och dog under Varnas belägring.